# Twilight Time
A Twilight Time a Stratovarius nevű finn power metal együttes 2. nagylemeze.
1992-ben került a piacra, a rajta található összes számot Timo Tolkki írta. Az eredeti cím Stratovarius II volt, ám ezt a kiadást követően megváltoztatták.
Magának a lemeznek az elkészítése nagy nehézségekbe ütközött, ugyanis a korábbi basszusgitáros, Jyrki Lentonen kilépett a zenekarból. A helyére érkező Jari Behm sem maradt sokáig az együttesben, gyakorlatilag csak az album borítóján látható. A  felvételeken az énekes és gitáros Tolkki így kénytelen volt a basszust is saját maga kezelni. Emellett pénzügyi gondok is adódtak, mert a korábbi kiadó (CBS Finland) felbontotta a szerződését a zenekarral, így a munkálatok kezdetben saját költségből folytak. Később, a lemez 2. számának meghallgatása után a Shark Records karolta fel az együttest.

## A lemez tartalma
- 1. Break the Ice – 4:39
- 2. The Hands of Time – 5:34
- 3. Madness Strikes at Midnight – 7:18
- 4. Metal Frenzy – 2:18
- 5. Twilight Time – 5:49
- 6. The Hills Have Eyes – 6:18
- 7. Out of the Shadows – 4:07
- 8. Lead Us into the Light – 5:45

## A zenekar felállása
- Timo Tolkki (ének, gitár, basszusgitár)
- Jari Behm (basszusgitár)
- Antti Ikonen (billentyűk)
- Tuomo Lassila (dobok, egyéb ütőshangszerek)